# Cornelia Meusburger
Cornelia Meusburger (* 3. Mai 1972 in Bezau) ist eine ehemalige österreichische Skirennläuferin. Sie war eine Allrounderin und startete in allen Disziplinen. 1991 wurde sie Juniorenweltmeisterin in der Kombination und von 1991 bis 1995 gewann sie fünf österreichische Meistertitel. Im Europacup gelangen ihr drei Siege. 

## Biografie
Erste Erfolge gelangen Meusburger bei den österreichischen Schülermeisterschaften 1987, als sie den Riesenslalom gewann und jeweils Zweite im Slalom und in der Kombination wurde. Im Winter 1990/91 machte die damals 18-Jährige auch international auf sich aufmerksam. Sie gewann am Yllästunturi ihren ersten Europacup-Riesenslalom und holte bei den Juniorenweltmeisterschaften 1991 in Geilo die Goldmedaille in der Kombination sowie Silber in der Abfahrt. Zudem wurde sie 1991 zum ersten Mal österreichische Meisterin in der Kombination. Innerhalb der nächsten vier Jahre gewann sie weitere dreimal diesen Titel und 1992 wurde sie auch Österreichische Meisterin im Riesenslalom. Ihr Debüt im Weltcup gab Meusburger am Ende der Saison 1991/92 in Crans-Montana.
Im Winter 1992/93 gewann Meusburger in Berchtesgaden ihren zweiten Europacup-Riesenslalom. Die ersten Weltcuppunkte holte sie am 26. November 1993 mit Platz 17 im Riesenslalom von Santa Caterina. Dieses Ergebnis blieb ihr bestes im Weltcup. Im weiteren Saisonverlauf konnte sie noch zweimal, als 22. im Riesenslalom von Cortina d’Ampezzo und als 21. im Super-G von Mammoth Mountain, punkten. Im Europacup erreichte sie in diesem Winter mit zwei zweiten Plätzen den vierten Rang in der Riesenslalomwertung.
In der Saison 1994/95 startete Meusburger in 13 Weltcuprennen, in die Punkteränge schaffte sie es aber nur zweimal ganz knapp. So kam sie im Winter 1995/96 wieder vermehrt im Europacup zum Einsatz, wo sie mit einem Sieg im Riesenslalom von Krompachy-Plejsy und zwei zweiten Plätzen den dritten Rang im Gesamtklassement erreichte. Im Weltcup verbesserten sich ihre Leistungen aber nicht. Sie kam nur einmal, als 24. im Super-G von Garmisch-Partenkirchen, in die Punkteränge. Daher beendete sie nach dem Winter ihre sportliche Karriere.

## Privates
Meusburger ist mit dem früheren Skirennläufer Christian Greber verheiratet. Der gemeinsame Sohn Jakob Greber (* 2003) ist ebenfalls als Skirennläufer aktiv.

## Erfolge

### Weltcup
- Eine Platzierung unter den besten 20, weitere fünfmal unter den besten 30

### Europacup
- Saison 1993/94: 4. Riesenslalomwertung
- Saison 1995/96: 3. Gesamtwertung
- Drei Siege und vier zweite Plätze

### Juniorenweltmeisterschaften
- Geilo 1991: 1. Kombination, 2. Abfahrt, 5. Riesenslalom, 10. Slalom

### Österreichische Meisterschaften
- Meusburger ist fünffache österreichische Meisterin: 4× Kombination (1991, 1992, 1994, 1995) und 1× Riesenslalom (1992)